# 나무껍질

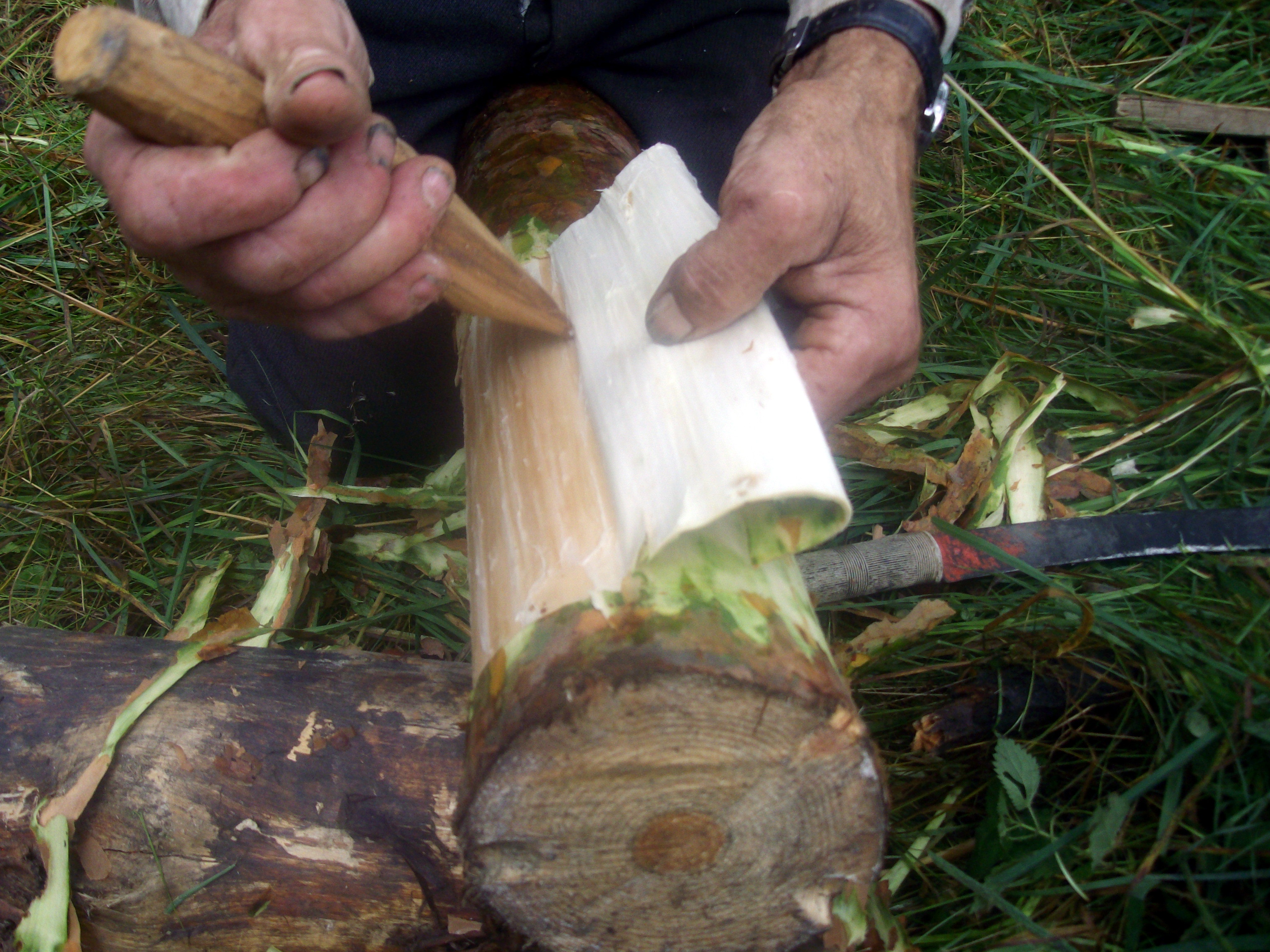
소나무 껍질은 기근 때 구황식물로 사용되기도 했다.

나무껍질 유관속 형성층  바깥부에 있는 모든 조직을 통틀어 부르는 명칭으로, 흔히 수피(樹皮)로도 부른다. 

## 구성
성숙한 나무줄기·내수피(체관과 주피로 구성), 조피(맨 바깥부의 단단한 바깥나무껍질)로 구성되어 있다. 여기에서 주피와 조피는 나무의 수분손실을 방지하고, 바깥의 충격이나 병원균의 침입 시도를 막는 역할을 한다.
나무껍질에는 나뭇잎에서 볼 수 있는 기공처럼 숨을 쉴 수 있게 해주는 조직이 있는데, 그것은 바로 피목이라 하며 다른 목질부분과는 달리 공변세포처럼 비교적 세포가 엉성하게 배열되어 있다. 이들 배치는 작은 구멍들을 여럿 이루어 나무의 공기 유통을 원활하게 해준다. 
어린 줄기에는 표피, 피층, 1차 사부(체관)로 구성된다.

## 상처
나무가 생장하면서 주변의 환경과 사물에 의해 여러 피해를 입는데, 그 중에서도 나무껍질은 꽤나 여러 종류의 피해를 맞이한다. 보통 차량 충돌, 볕뎀이나, 상렬, 가지치기 실수로 인한 부후에서 원인이 나오기도 하며 이외에도 여러 가지 생물적·기후적·인위적 상호작용으로 인해 줄기의 껍질이 벗겨지는 일들이 일어나는데, 이는 다음과 같다.
- 인위적 원인
  - 사람의 활동이나 탈것으로 인함(차량, 중장비, 예초기 등의 충돌 또는 접촉)
  - 큰 나무를 수송 차량에 실어 온반 중 생긴 기계 마찰
  - 큰 나무 이식 중 밧줄을 잘못 감거나, 잘못된 지주와 당김줄 설치
- 기상 원인
  - 볕데기(피소): 남서쪽 목질부가 태양열로 인해 세로 방향으로 갈라지면서 수피가 벗겨진다. 주변에 타서 그을린 듯한 흔적이 있다.
  - 상렬: 남서쪽 수피와 목질부가 세로 방향으로 길게 갈라터지면서 수피가 벗겨짐
  - 풍해: 태풍 등으로 인한 광풍으로 나뭇가지들이 부러지면서 수피가 벗겨짐
  - 관설해: 눈의 무게를 이기지 못한 나뭇가지들이 부러지면서 수피가 벗겨짐
  - 낙뢰해: 나무가 번개를 맞아 수피에 지그재그 모양의 상처가 생김
- 생물적 원인
  - 노루, 산양, 멧돼지, 토끼의 식해로 인해 수피가 벗겨짐.

### 상처닫기
나무껍질은 나무의 일부가 형성층까지 파괴될 정도로 심각할 피해를 입었을 때에 여러 해가 걸릴 정도로 느리지만 상처를 복구하려고 시도하려 하지만 동물처럼 일부 일어버린 부분을 완전히 메꾸는 것이 아닌, 일명 '상처닫기'를 통해 '치유'하려는 시도를 한다. 형성층의 일종인 유합조직(캘러스)이 상처 주변에서 발달하여 부풀어 올라 말 그대로 상처 부위를 덮고 다시 수피와 목질부로 변형되어 병원균의 침투를 막는다. 그러나, 이 상처 부위가 너무 크거나 나무 위쪽을 향해 있어 물이 자주 고이게 되면 나무의 부후가 시작되어 곰팡이나 버섯이 피게 되어 심하면 고사하게 된다. 수피의 상처가 아무는 속도는 나무의 건강과 밀접한 관계가 있는데, 나무의 건강이 좋고 활동량도 많을수록 상처가 주변부에 생긴 유합조직의 생장의 활성화가 촉진받는 반면, 나무의 활동성이 떨어지고 힘이 약한 나무는 유합조직의 발달 또한 약해져 건강목에 비해 수 배에서 수십 배나 차이가 날 정도로 치유 속도가 떨어져 병원균의 침입이 쉬워진다.

## 같이 보기
- 나무줄기
- 나뭇가지